# Grazie dei fiori/Sorrentinella
Grazie dei fiori/Sorrentinella è un singolo di Nilla Pizzi e del Duo Fasano, pubblicato nel 1951.

## Il disco

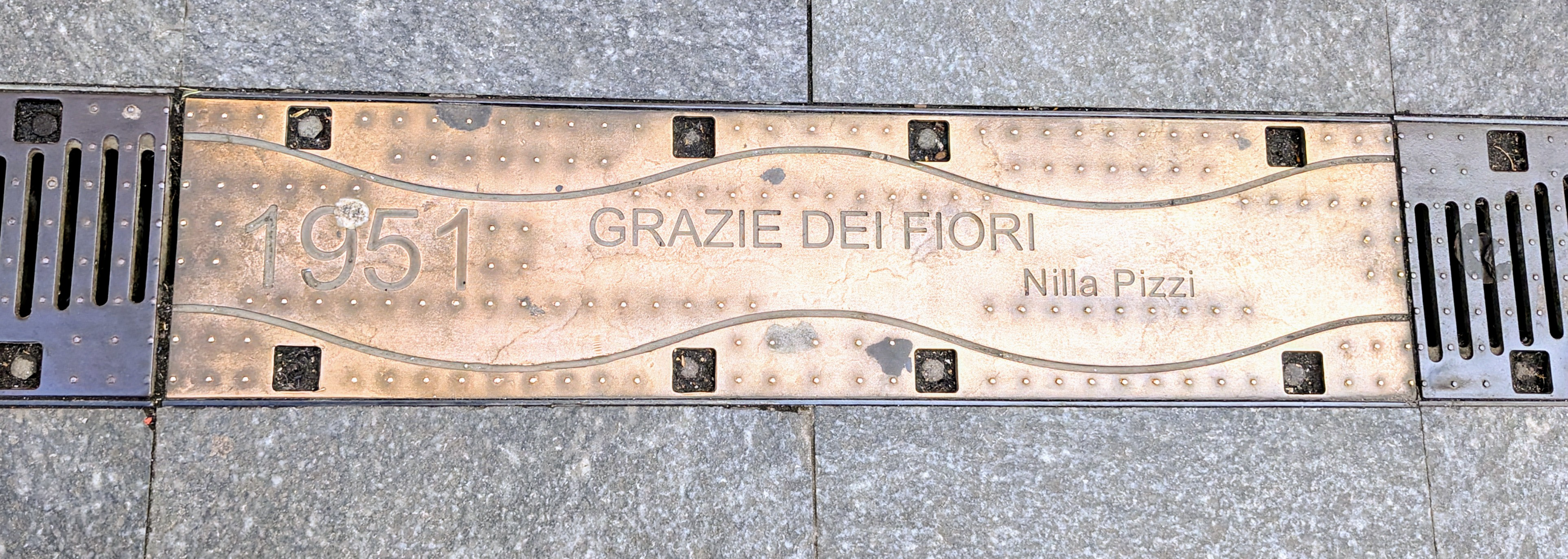
Placca di ottone, incisa col nome della canzone e cantante, posta sul corso Matteotti, che porta al Teatro Ariston a Sanremo

Entrambi i brani del disco parteciparono al Festival di Sanremo 1951: Grazie dei fiori, cantata dalla Pizzi, si classificò al primo posto, mentre Sorrentinella, eseguita dal Duo, non fu ammessa alla serata finale.
Nelle due canzoni suona l'orchestra del maestro Cinico Angelini.
Il disco, grazie soprattutto al lato A, vendette circa 36 000 copie.

## Tracce
- Grazie dei fiori
- Sorrentinella

## I brani

### Grazie dei fiori
Fu composto da Mario Panzeri e Gian Carlo Testoni per la parte testuale su musica di Saverio Seracini (indicata sull'etichetta del disco come una beguine).
La canzone nacque da un testo scritto da Testoni e Panzeri, che venne mandato dapprima al maestro Saverio Seracini, che dopo aver scritto la musica lo incaricò di trovare una casa editrice per affidarla a qualche cantante: tutti i tentativi fatti da Testoni fallirono.
Dopo qualche mese, però,  ebbe modo di leggere il bando per la partecipazione alla prima edizione del Festival di Sanremo e decise di inviare la canzone, che la commissione di lettura accettò affidandola a Nilla Pizzi: inaspettatamente il brano, di proprietà degli autori, arrivò al primo posto.
Durante la premiazione nella serata finale vennero chiamati sul palco dal presentatore Nunzio Filogamo gli autori della canzone, e salirono solo Testoni e Panzeri: Seracini non poté essere presente perché era diventato completamente cieco pochi mesi prima (a causa di una broncopolmonite che lo aveva colpito nel 1944, degenerata poi in un glaucoma che lo aveva già reso cieco da un occhio), e in quel momento la sua disgrazia venne resa nota al grande pubblico.

### Sorrentinella
Anche Sorrentinella fu composta da Saverio Seracini per la musica, mentre il testo è di Arrigo Giacomo Camosso.
Pur non arrivando in finale, la canzone entrò ugualmente nella storia del Festival, in quanto fu la prima canzone ad essere eseguita nella manifestazione.